# شهرستان ایربیتسکی
شهرستان ایربیتسکی (به لاتین: Irbitsky District) یک شهرستان در روسیه است که در استان سوردلوفسک واقع شده‌است.